# Breitenthal
Breitenthal là một đô thị ở huyện Günzburg bang Bavaria thuộc nước Đức. Có Oberrieder Weiher là một trong những khu giải trí nổi tiếng của vùng Mittelschwaben, thuộc khu vực thành phố Breitenthal.